# Kevin Drury
Kevin Drury (* 20. Juli 1988 in Toronto, Ontario) ist ein kanadischer Freestyle-Skier. Er startet in der Disziplin Skicross. 

## Werdegang
Drury begann seine Sportkarriere als alpiner Skirennläufer. Dabei trat er von 2005 bis 2014 vorwiegend beim Nor-Am-Cup und bei FIS-Rennen an und holte bei FIS-Rennen sechs Siege. Als Skicrosser startete er im Januar 2015 in Val Thorens erstmals im Europacup und belegte dabei die Plätze 26 und 4. Im folgenden Monat holte er zwei Siege im Nor-Am-Cup und gewann damit die Skicross-Disziplinenwertung des Nor-Am-Cups. Nach dem Sieg beim Europacuprennen in Pitztal zu Beginn der Saison 2015/16 startete er am 5. Dezember 2015 im Montafon erstmals im Freestyle-Skiing-Weltcup und errang dabei den 41. Platz. Im weiteren Saisonverlauf kam er viermal unter die ersten Zehn und belegte damit den 17. Platz im Skicross-Weltcup.
In der folgenden Saison 2016/17 erreichte Drury bei 14 Weltcupstarts acht Top-Zehn-Platzierungen und kam damit auf den achten Platz im Skicross-Weltcup. Beim Saisonhöhepunkt, den Weltmeisterschaften 2017 in der Sierra Nevada, fuhr er auf den 27. Platz. Nach Platz 14 in Val Thorens zu Beginn der Saison 2017/18 erreichte er mit Platz 2 in Arosa seine erste Podestplatzierung im Weltcup. Bei den Olympischen Winterspielen 2018 in Pyeongchang stieß Drury in den Finallauf vor, stürzte und belegte den vierten Platz. Hingegen konnte er bei der Weltmeisterschaft 2019 in Park City die Bronzemedaille gewinnen. Während der Saison 2019/20 war Drury der Konkurrenz überlegen: Er gewann vier Rennen und wurde dreimal Zweiter, womit er mit großem Vorsprung die Disziplinenwertung für sich entschied.

## Erfolge

### Olympische Spiele
- Pyeongchang 2018: 4. Skicross

### Weltmeisterschaften
- Sierra Nevada 2017: 27. Skicross
- Park City 2019: 3. Skicross

### Weltcupwertungen
| Saison  | Gesamt | Gesamt | Skicross | Skicross |
| Saison  | Platz  | Punkte | Platz    | Punkte   |
| ------- | ------ | ------ | -------- | -------- |
| 2015/16 | 80.    | 16,58  | 17.      | 199      |
| 2016/17 | 45.    | 25,64  | 8.       | 359      |
| 2017/18 | 15.    | 38,80  | 3.       | 398      |
| 2018/19 | 49     | 23,36  | 11.      | 257      |
| 2019/20 | 4.     | 69,82  | 1.       | 768      |
| 2020/21 |        |        | 40.      | 61       |
| 2022/23 |        |        | 17.      | 248      |

### Weltcupsiege
Drury errang im Weltcup bisher dreizehn Podestplätze, davon fünf Siege:
| Datum             | Ort          | Land       |
| ----------------- | ------------ | ---------- |
| 4. März 2018      | Sunny Valley | Russland   |
| 6. Dezember 2019  | Val Thorens  | Frankreich |
| 17. Dezember 2019 | Arosa        | Schweiz    |
| 21. Dezember 2019 | Innichen     | Italien    |
| 1. Februar 2020   | Megève       | Frankreich |

### Nor-Am Cup
- Saison 2014/15: 1. Skicross-Wertung
- 5 Podestplätze im Nor-Am Cup, davon 3 Siege

### Weitere Erfolge
- 3 Podestplätze im Europacup, davon 1 Sieg